# 음력 6월 21일
음력 6월 21일은 음력 6월의 21번째 날이다.

## 사건
- 2014년 -
  - 광주광역시 광산구 수완지구 아파트 단지 앞에서 강원본부 소속 119 소방 헬기가 추락해 5명이 사망하였다.
  - 부산광역시 도시철도 1호선 시청역에 진입중인 전동차에서 화재가 발생하였으나 큰 인명피해는 없었다.

## 문화
- 1999년 - 삼성 라이온즈 이승엽 선수, 43호 홈런 쳐 시즌 최다 홈런 신기록 달성.

## 탄생
- 1996년 - 대한민국의 래퍼 WOODZ (유니크, X1).

## 사망
- 1965년 - 대한민국 초대 대통령 이승만.

## 같이 보기
- 음력 360일: 1월 2월 3월 4월 5월 6월 7월 8월 9월 10월 11월 12월
- 전날:6월 20일 다음날:6월 22일 - 전달:5월 21일 다음달:7월 21일
- 양력:6월 21일
- 음력, 윤달